# Tlalocan
Tlalocan is de vierde laag van de "boven wereld", of "hemel", volgens kosmografische mythologie van de Nahuatl-sprekende bewoners in het Precolumbiaanse Mexico. Voor de Azteken waren er dertien lagen van de bovenwereld en negen van de onderwereld; in het concept van leven na de dood bepaalde de manier waarop iemand stierf welke laag zijn bestemming werd na zijn dood. Door Tlaloc, 9e Heer van de nacht, werd Tlalocan ook wel erkend als de 9e laag van de onderwereld, wat in de interpretatie van Eduard Seler de een na hoogste onderwereld in het oosten was .
De naam Tlalocan komt uit het Nahuatl, en betekent "Plaats van Tlaloc", omdat deze met name wordt geassocieerd met de belangrijke meso-Amerikaanse god van de regen en bliksem, Tlaloc.
Tlalocan wordt in verschillende Azteekse codices beschreven als een paradijs waarover Tlaloc en zijn gezel Chalchiuhtlicue heersen. In de Florentijnse Codex, een set van 16e-eeuwse geschriften die een primaire bron van informatie vormen over het geloof en geschiedenis in de postklassieke periode (900–1519) AD van centraal-Mexico, wordt Tlalocan afgebeeld als een rijk met een oneindig voorjaar, met groene bladeren en planten uit de regio van Meso-Amerika.
Als bestemming in het leven na de dood waren de meeste lagen van de hemel voorbehouden aan diegenen die gewelddadig gestorven waren, en Tlalocan was gereserveerd voor hen die verdronken waren of op een andere manieren door water om het leven waren gekomen, zoals overstromingen, ziektes die worden geassocieerd met water of getroffen waren in stormen door bliksem. Het was ook de bestemming in het leven na de dood voor anderen, waarvan werd gedacht dat ze bij Tlaloc in de gratie waren, zoals de mentaal gehandicapte.

## Notities
1. ↑  Elizabeth Hill Boone : Cycles of Time and Meaning in the Mexican Books of Fate. U of TX Pr, Austin, 2007. pp. 95-99
2. ↑  http://www.theosophy-nw.org/theosnw/world/america/am-moff4.htm (Fig. 1)
3. ↑  Zoals beschreven door Miller en Taube (1993, p.167)
4. ↑  Diegene die stierven aan "natuurlijke oorzaken", de meerderheid, verdroeg een reis door de lagen van de onderwereld voordat ze eindelijk Mictlan bereikte, de onderste laag. Zie Miller en Taube (1993:178).
5. ↑  Zie voor een voorbeeld de Codex Vaticanus A, per Miller and Taube (op. cit.)